# NGC 5128
NGC 5128, nota anche come C 77 e Centaurus A, è una galassia peculiare nella costellazione del Centauro.
Appartiene alla classe intermedia tra le galassie ellittiche e quelle spirali, di tipo lenticolare; è una galassia gigante appartenente al gruppo di M83, con una distanza pari a 11-13 milioni di anni-luce dalla Via Lattea. Il centro di NGC 5128 è una delle più forti radiosorgenti conosciute (Cen A), nonché la più vicina delle galassie attive, e la quinta galassia più brillante del cielo notturno, facendone un obiettivo ideale all'osservazione per gli astronomi amatoriali. Dai due poli di Centaurus A partono due emissioni di onde-radio a getto della lunghezza di diversi milioni di anni-luce. Al centro della galassia si pensa sia situato un buco nero supermassiccio di molti milioni di masse solari.

## Osservazione

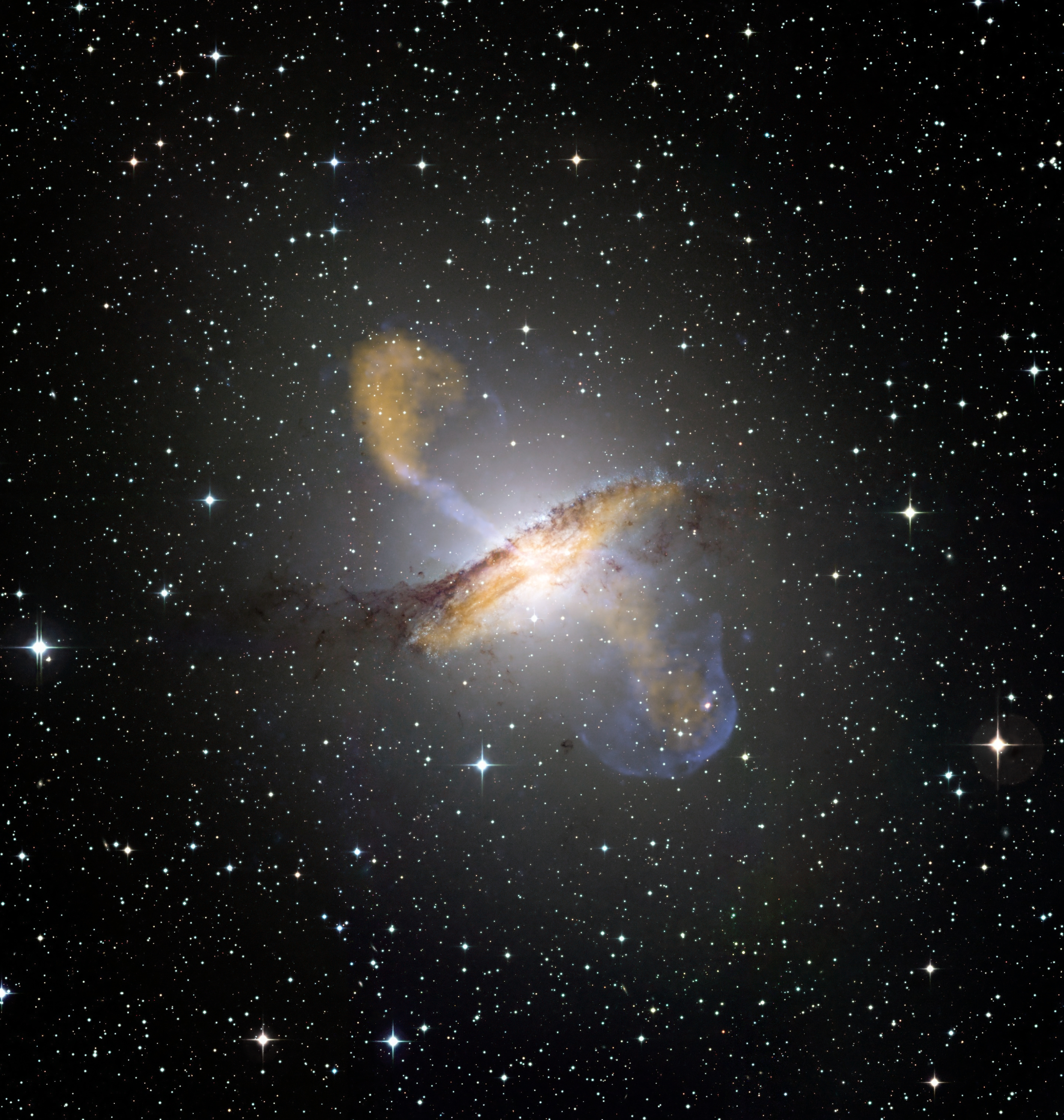
Immagine composita di Centaurus A, dove sono visibili i lobi e i getti provenienti dal buco nero centrale.

Centaurus A si trova circa 4° a nord di Omega Centauri, un ammasso globulare visibile a occhio nudo, e considerata la sua declinazione, è osservabile in particolar modo dall'emisfero australe della Terra, mentre nell'emisfero boreale è visibile solo alle basse latitudini. Salvo condizioni eccezionalmente buone, nelle quali è visibile anche a occhio nudo, la galassia è visibile con un binocolo, ma appare come una macchia chiara senza particolari attrattive; con un telescopio di 200mm di apertura e nelle foto a lunga esposizione appare la sua caratteristica più notevole, ossia la presenza di una larga banda scura che divide la galassia in due parti: si pensa possa trattarsi della conseguenza di una fusione con qualche sua galassia satellite. Le strutture addizionali come i lobi che dipartono dal centro sono visibili con i grandi telescopi professionali.

## Morfologia
Centaurus A possiede una morfologia piuttosto insolita. Vista dalla Terra, la galassia appare come una galassia lenticolare o ellittica con una banda di polveri sovrapposta. La particolarità di questa galassia è stata scoperta nel 1847 da John Herschel; successivamente la galassia fu inclusa nell'Atlas of Peculiar Galaxies (pubblicato nel 1966). La strana morfologia della galassia è generalmente ritenuta essere il risultato di una fusione tra due galassie più piccole.
Questa galassia è composta principalmente da stelle in avanzato stato evolutivo, mentre il disco è la regione dove la formazione stellare è più intensa; nel disco infatti sono state identificate circa 100 regioni di formazione stellare.

### Campi magnetici
Dagli studi del telescopio SOFIA è stata effettuata una mappatura dei campi magnetici di Centaurus A, estesi per circa 1600 al. È emerso che sono paralleli a una serie di scie di polvere, ritenute resti di una galassia a spirale, successivamente fusasi con una galassia ellittica. Avvicinandosi al centro, però, i campi magnetici si mostrano distorti a causa della fusione, che ne ha aumentato l'intensità. Secondo gli studiosi, il buco nero supermassiccio potrebbe aggiungere ulteriore disordine al campo magnetico.

## Supernova
Nel 1986, è stata osservata in Centaurus A una supernova chiamata SN 1986G. La supernova è stata scoperta all'interno della banda oscura della galassia da R. Evans. Più tardi è stata poi identificata come una supernova di tipo Ia. SN 1986G è stata utilizzata per dimostrare che gli spettri delle supernovae di tipo Ia non sono tutti uguali, e le supernovae Ia possono differenziarsi per il modo in cui cambiano di luminosità nel corso del tempo.